# André Lefèvre (politiker)
André Joseph Lefèvre, född den 17 juni 1869 i Paris, död där den 5 november 1929, var en fransk politiker.
Lefèvre var 1906–1907 vicepresident i Paris municipalråd, blev 1910 deputerad och var november 1910–februari 1911 understatssekreterare för finansärenden i Briands andra ministär. I ministärerna Millerand och Leygues var Lefèvre krigsminister (januari–december 1920). I deputeradekammaren, där han 1922 blev vicepresident, gav han flera gånger starkt uttryck åt sina farhågor för, att Tyskland förberedde ett revanschkrig. Hans sensationella påståenden om hemliga tyska rustningar vilade delvis på falska aktstycken, vilka en tysk svindlare fabricerat och sålt som äkta. Vid parlamentsvalen i maj 1924 blev Lefèvre inte återvald.